# 국민의 형사재판 참여에 관한 법률
국민의 형사재판 참여에 관한 법률은 국민이 형사재판에 참여하는 제도를 규율하는 대한민국의 법률이다.

## 대상형사사건
1. 「법원조직법」 제32조제1항(제2호 및 제5호는 제외한다)에 따른 합의부 관할 사건
2. 제1호에 해당하는 사건의 미수죄·교사죄·방조죄·예비죄·음모죄에 해당하는 사건
3. 제1호 또는 제2호에 해당하는 사건과 「형사소송법」 제11조에 따른 관련 사건으로서 병합하여 심리하는 사건

## 같이 보기
- 배심원